# Hochstetters oerkikker
Hochstetters oerkikker (Leiopelma hochstetteri) is een van de vier soorten kikkers uit de familie Nieuw-Zeelandse oerkikkers (Leiopelmatidae).

## Uiterlijke kenmerken
De kikker bereikt een lichaamslengte van ongeveer 5 centimeter. De lichaamskleur is meestal bruin met donkerbruine vlekken of een grijze kleur met een zwarte vlektekening. De huid is erg wrattig van structuur. De pupil is horizontaal van vorm.

## Verspreiding
De kikker komt endemisch voor op Nieuw-Zeeland.
Net zoals deze reptielen zijn ook oerkikkers met name anatomisch erg bijzonder omdat ze zich gedurende een lange tijd anders hebben ontwikkeld. De afgelopen tien jaar zijn de soorten L. waitomoensis, L. markhami en L. auroraensis uitgestorven en met Hochstetters oerkikker gaat het ook niet goed. De dieren zijn zeer zeldzaam en worden door internationale regelgeving beschermd.

## Levenswijze
Hochstetters oerkikker is een nachtactieve soort die vooral slakken, wormen en insecten eet en zich overdag verstopt tussen de bladeren op de bodem van bossen in de buurt van bergbeken. Hellende terreinen hebben de voorkeur en de kikker begeeft zich nooit ver van een waterbron want deze soort is er sterk aan gebonden.

## Ontwikkeling
Een aantal soorten uit het geslacht Leiopelma kent een vorm van broedzorg; de mannetjes gaan op de eitjes zitten tot deze uitkomen en de larven metamorfoseren op de rug zonder naar het water toegebracht te worden. Deze soort legt echter eieren bij oppervlaktewateren en als de larven uitkomen kruipen ze zelf naar het water.